# Новый порядок (нацизм)

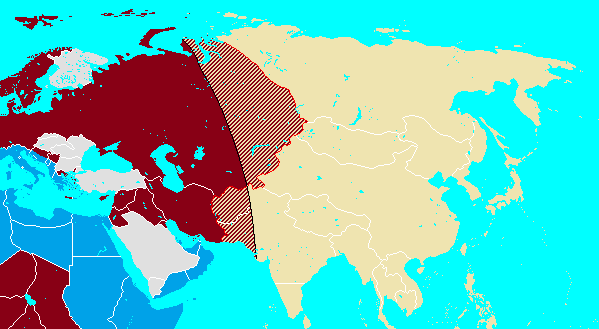
Предполагаемый раздел Евразии в случае победы стран Оси.
Нацистская Германия / Lebensraum
Итальянская империя / Spazio vitale Японская империя / Dai Tōa Kyōeiken
предполагаемые границы японской сферы влияния
предполагаемые границы германской сферы влияния

Нойо́рднунг Европы (от нем. Neuordnung, «Новый порядок») — политический строй, который режим нацистской Германии хотел установить на оккупированных им территориях. По сути, его создание было начато задолго до Второй мировой войны, однако публично нойорднунг был представлен лишь в 1941 году Адольфом Гитлером на выступлении в Берлинском дворце спорта: 

Я убеждён, что 1941 год станет историческим для Великой перестройки Европы!
Оригинальный текст (нем.)Das Jahr 1941 wird, dessen bin ich überzeugt, das geschichtliche Jahr einer großen Neuordnung Europas sein!

Подобные идеи повлекли за собой создание пангерманского расового государства, устроенного в соответствии с принципами нацизма для обеспечения условий господства «высшей» арийской расы, масштабной территориальной экспансии земель Центральной и Восточной Европы путём заселения их немецкими переселенцами, преследования и массового уничтожения евреев, славян (в особенности поляков и украинцев), цыган и других представителей различных этнических и социальных групп, признанных «недостойными жизни», а также истребления, отчуждения или порабощения большей части славянских народов. Стремление нацистского режима к агрессивному территориальному экспансионизму есть одна из важнейших причин Второй мировой войны.
Историки до сих пор расходятся во мнениях относительно конечной цели такой политики: одни считают, что нацисты ограничились бы господством в Европе, другие утверждают, что её завоевание послужило бы лишь плацдармом для дальнейшего покорения мира и установления единого мирового правительства под знаменем Рейха.

Фюрер выразил своё непоколебимое убеждение в том, что Рейх станет хозяином всей Европы. Ещё не раз нам придётся вступить в бой, но эти сражения, несомненно, приведут нас к самым замечательным победам. От них путь к мировому господству буквально неизбежен. Владеющий Европой возьмёт в свои руки бразды правления всем миром.
— Йозеф Геббельс, рейхсминистр пропаганды, 8 мая 1943 года

## Происхождение термина
Первоначально термин «Нойорднунг» имел несколько иное и более ограниченное значение, чем сейчас. Его обычно переводят как «новый порядок», однако наиболее точным переводом является нечто схожее с «реорганизацией» или «перестройкой»; он указывает на конкретное желание нацистов перекроить политическую карту Европы, тем самым изменив существовавшие в то время геополитические структуры. С этим же значением термин использовался в прошлом и продолжает использоваться в наши дни для описания подобных глобальных изменений в миропорядке (таких как Вестфальский мир, Венский конгресс и победа союзников). Полное выражение, использовавшееся правящими чинами, звучит как нем. die Neuordnung Europas («Новое устройство Европы»), и «Нойорднунг» просто сокращение от него.